# 아세틸-L-카르니틴
아세틸-L-카르니틴(영어: acetyl-L-carnitine, ALCAR) 또는 아세틸카르니틴(영어: acetylcarnitine)은 L-카르니틴의 아세틸화된 분자이다. 건강보조제 판매사에서 일반적인 L-카르니틴보다 생체이용률이 좋다고 주장하며 홍보하고 있으나, 최소한 하나 이상의 연구 자료에서 아세틸-L-카르니틴이 L-카르니틴 보다 낮은 생체이용율을 가지고 있다고 밝혀졌다.
한편, 아세틸-L-카르니틴은 알츠하이머병 치료에 도움이 된다는 것이 확인되었다.

## 화학 정보
아세틸-L-카르니틴은 L-카르니틴의 아세틸화 된 형태이다.
L-카르니틴은 리신과 메티오닌으로부터 생성된다.